# NGC 3763
NGC 3763 is een balkspiraalstelsel in het sterrenbeeld Beker. Het hemelobject werd in 1880 ontdekt door de Britse astronoom Andrew Ainslie Common.

## Theta Crateris
Vanaf de Aarde gezien staat de ster Theta Crateris (magnitude 5) schijnbaar net ten noordoosten van het sterrenstelsel NGC 3763. Theta Crateris is echter een voorgrondster die tot het melkwegstelsel behoort.

## Synoniemen
- IC 714
- MCG -2-30-9
- IRAS 11339-0934
- PGC 35907